# Kirchenbezirk Ludwigsburg
Der Evangelische Kirchenbezirk Ludwigsburg ist einer von 44 Kirchenbezirken bzw. Kirchenkreisen der Evangelischen Landeskirche in Württemberg. Im Kirchenbezirk Ludwigsburg leben – bei einer Gesamtbevölkerung von etwa 193.000 Einwohnern – rund 33 % (58.300) evangelische Gemeindeglieder. Sein Gebiet ist deckungsgleich mit dem Dekanat Ludwigsburg.

## Geografie
Der Kirchenbezirk Ludwigsburg liegt in der nördlichen Mitte der württembergischen Landeskirche. Sein Gebiet umfasst den Süden und Südosten des Landkreises Ludwigsburg, also das Gebiet der politischen Städte und Gemeinden Asperg, Freiberg am Neckar, Kornwestheim, Ludwigsburg, Möglingen, Remseck am Neckar und Tamm.

### Nachbarkirchenbezirke
Der Kirchenbezirk Ludwigsburg grenzt an folgende Kirchenbezirke (im Uhrzeigersinn beginnend im Nordwesten): Vaihingen-Ditzingen, Besigheim und Marbach (alle Prälatur Stuttgart), Waiblingen (Prälatur Heilbronn) sowie Kirchenkreis Stuttgart (ehem. Kirchenbezirk Zuffenhausen, Prälatur Stuttgart).

## Geschichte

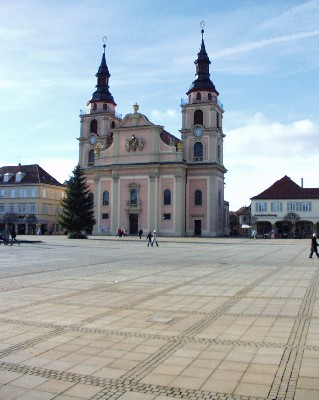
Evangelische Stadtkirche am Marktplatz

Das Dekanat Ludwigsburg (damalige Bezeichnung Spezialsuperintendentur) wurde 1720 aus dem bisherigen Dekanat Markgröningen und einigen Gemeinden der Nachbardekanate Cannstatt, Marbach und Waiblingen gegründet. Die Ludwigsburger Bevölkerung gehörte bis 1711 zu den Nachbargemeinden Oßweil und Eglosheim, dann wurde in Ludwigsburg eine eigene Pfarrstelle errichtet. Die evangelische Stadtkirche Ludwigsburg wurde aber erst 1726 vollendet. Sie wurde dann Sitz des Dekans und ist es bis heute. 1736 wurde vorübergehend wieder ein Dekanat Markgröningen errichtet, das aber 1812 erneut aufgelöst wurde. Seit der Gründung des Dekanats Ludwigsburg gehörte es zum Generalat Maulbronn. 1823 wurde Ludwigsburg Sitz eines eigenen Generalats, aus dem die Prälatur Ludwigsburg hervorging. 1955 wurde die Prälatur Ludwigsburg aufgehoben, doch 1992 wieder errichtet, bevor sie 2003 im Zuge von Sparmaßnahmen endgültig aufgehoben wurde. Seither gehört der Kirchenbezirk Ludwigsburg zur Prälatur Stuttgart.
Infolge der Auflösung einiger Kreise bzw. Oberämter in Württemberg 1939 wurden auch die kirchlichen Verwaltungsbezirke teilweise neu gegliedert. So wurde mit Wirkung vom 1. April 1939 die Kirchengemeinde Zuffenhausen in den Kirchenbezirk Bad Cannstatt umgegliedert. Im Gegenzug erhielt der Kirchenbezirk Ludwigsburg vom Kirchenbezirk Waiblingen die Kirchengemeinden Hochberg, Hochdorf und Neckarrems.

## Leitung des Kirchenbezirks
Die Leitung des Kirchenbezirks obliegt der Bezirkssynode, dem Kirchenbezirksausschuss (KBA) und dem Dekan.

### Dekane des Kirchenbezirks Ludwigsburg bzw. des Dekanats Markgröningen
- 1798–1812 Friedrich August Heyd, Dekan in Markgröningen (dann wurde das Dekanat Markgröningen aufgehoben)

- 1799–1804 Immanuel Pfleiderer, Dekan in Ludwigsburg
- 1804–1823 Christian Friedrich Rieger
- 1824–1844 August Christian Gottlieb Binder
- 1845–1871 Heinrich Christlieb
- 1871–1880 Karl Emmerich Ludwig von Raiffeisen (1820–1888)
- 1880–1886 Karl Albert Friedrich Mezger (1818–1886)
- 1887–1890 Adolf Friedrich Walcker (1830–1896)
- 1891–1901 Gottfried Albert Herrlinger (1841–1901)
- 1901–1903 Dr. Christoph Friedrich Adolf von Kolb (1847–1928)
- 1904–1917 Dr. Karl Albert Wilhelm Bacmeister (1845–1920)
- 1917–1931 Samuel Gauger (1859–1941)
- 1931/32–1948 Dr. Adolf Dörrfuß (1875–1948)
- 1948–1959 Ernst Schieber (1889–1972)
- 1959–1969 Theodor Dipper (1903–1969)
- 1970–1987 Dr. Friedrich Grau (1921–1997)
- 1987–1997 Günter Eiding (* 1932)
- 1997–2006 Hans-Frieder Rabus (* 1947)
- 2007–2021 Winfried Speck (* 1956)
- seit 2021 Michael Werner (* 1962)

## Kirchengemeinden
Im Kirchenbezirk Ludwigsburg gibt es 18 Kirchengemeinden. Davon haben sich sieben Kirchengemeinden aus der Stadt Ludwigsburg zu einer Gesamtkirchengemeinde zusammengeschlossen, bleiben jedoch weiterhin rechtlich selbständige Körperschaften des öffentlichen Rechts. Zwischen 1965 und 2007 gab es mit der Gesamtkirchengemeinde Kornwestheim eine zweite Gesamtkirchengemeinde, die mit Wirkung vom 11. November 2007 aufgelöst wurde. Eine dritte Gesamtkirchengemeinde bildeten die Gemeinden Aldingen und Neckargröningen, die seit dem 1. Dezember 2019 zur Gemeinde Remseck gehören. Die jeweils in Klammern hinter dem Namen der Kirchengemeinde angegebenen Gemeindegliederzahlen beziehen sich auf das Jahr 2005 und sind gerundet.
Das Gebiet des Kirchenbezirks Ludwigsburg gehört zum alten Kernland Württemberg, wo ab 1534 die Reformation eingeführt wurde. Daher ist das gesamte Gebiet überwiegend evangelisch geprägt. Infolgedessen gibt es auch in jedem Dorf eine evangelische Kirchengemeinde und meist auch eine alte Kirche. In den Städten Kornwestheim und Ludwigsburg wurden die ursprünglichen alleinigen Kirchengemeinden infolge des großen Zuwachses geteilt, so dass neue Kirchengemeinden entstanden. Katholiken zogen in allen Orten (außer Ludwigsburg) überwiegend erst nach dem Zweiten Weltkrieg zu.
Bis 1989 gehörten auch die Kirchengemeinden Benningen und Bissingen/Enz zum Kirchenbezirk Ludwigsburg. Durch Bekanntmachung des Oberkirchenrats vom 20. März 1989 wurde die Kirchengemeinde Benningen in den Kirchenbezirk Marbach und die Kirchengemeinde Bissingen/Enz in den Kirchenbezirk Besigheim umgegliedert.

### Kirchengemeinde Asperg

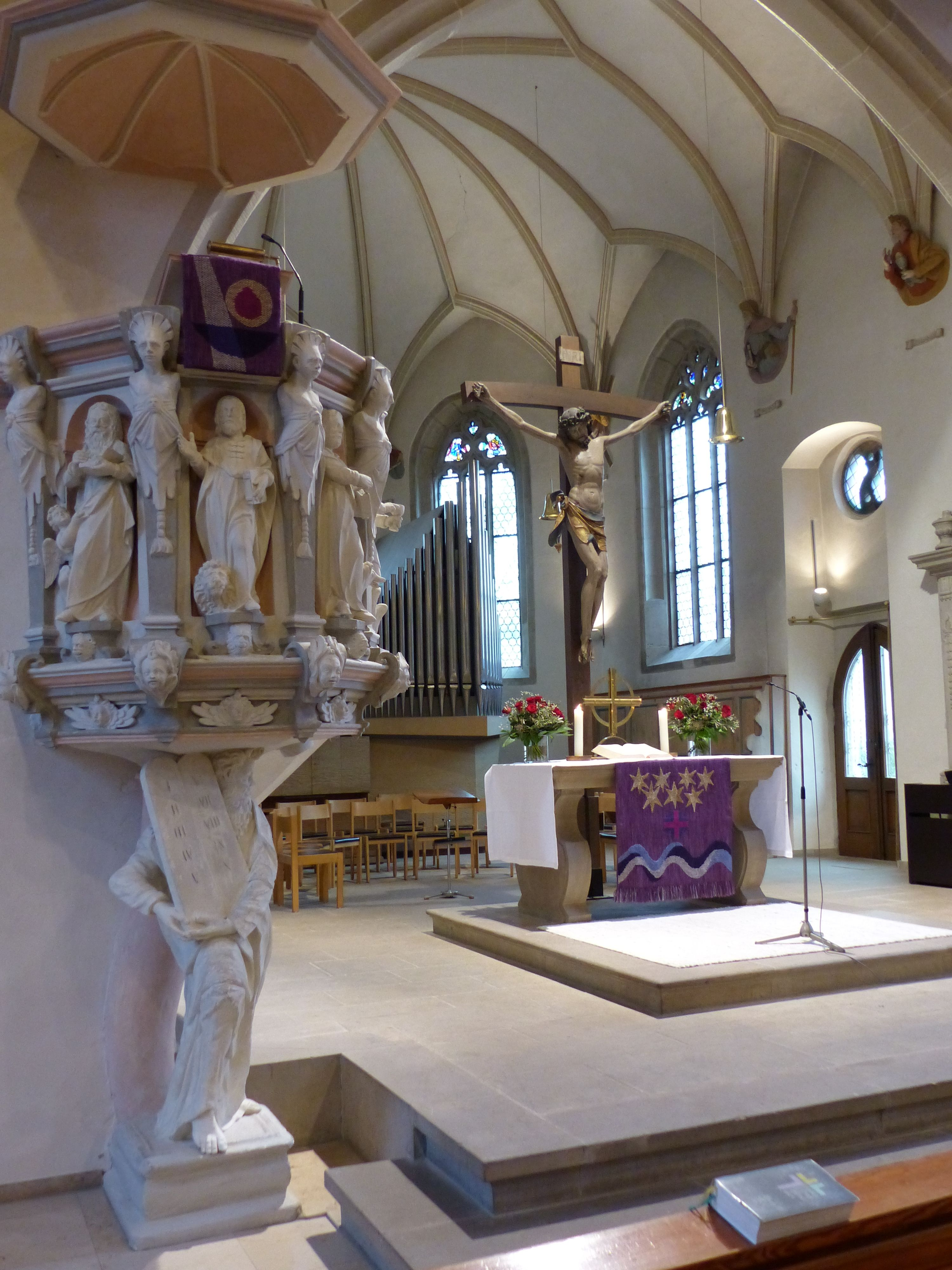
Evang. Michaelskirche Asperg

Die Kirchengemeinde Asperg (ca. 4.520) umfasst die Stadt Asperg, mit Ausnahme einiger Wohngebiete in der Nähe von Tamm. Seit 819 befanden sich auf dem Hohenasperg zwei Kirchen, die Martins- und die Michaelskirche. 1181 wird nur noch eine Kirche erwähnt. 1557 wurde mit dem Bau einer kleinen Chorturmkirche am Fuß des Hohenaspergs inmitten der dort neu angelegten Stadt begonnen. 1591 wurde diese heutige Michaelskirche um einen südlich an den Turm gesetzten hochgotischen Chor, ein entsprechend breites Schiff mit Hängewerk-Dachstuhl und 1614 Einbau von Emporen sowie Südanbau eines Treppenturms erweitert. Nach dem Zweiten Weltkrieg war die Gemeinde rasch angewachsen. So wurde 1963 eine zweite Kirche, die Johanneskirche in Form eines Montagegemeindehauses erbaut. Dort wurde 2013 noch das 50. Jubiläum gefeiert, allerdings die Kirche dann 2014 wegen Baufälligkeit abgebrochen. Die Kirchengemeinde hat somit nun wieder ein Gotteshaus, das mit der Michaelskirche im Stadtzentrum steht. Das geschäftsführende Pfarramt Uhlandstraße liegt bei der Michaelskirche, das Pfarramt Grafenbühlstraße im Bereich der früheren Johanneskirche.

### Kirchengemeinde Eglosheim
Die Kirchengemeinde Eglosheim (ca. 3.190) umfasst den Stadtteil Eglosheim der Stadt Ludwigsburg. Die ursprünglich zu Unserer Lieben Frau geweihte Kirche war eine mittelalterliche Wallfahrtskirche, die 1357 erstmals erwähnt wurde. Die heutige Katharinenkirche ist eine spätgotische Kirche mit Schiff aus dem Jahr 1487, wobei der Chor etwas älter ist.
Bis 1989 war die Kirchengemeinde Eglosheim Teil der Gesamtkirchengemeinde Ludwigsburg. Mit Wirkung vom 1. Januar 1990 wurde sie aus der Gesamtkirchengemeinde Ludwigsburg ausgegliedert.

### Kirchengemeinde Freiberg
Die Kirchengemeinde Beihingen entstand zum 1. Januar 2018 aus dem Zusammenschluss der drei bis dahin selbständigen Gemeinden in der Stadt Freiberg am Neckar.

#### Ehemalige Kirchengemeinde Beihingen

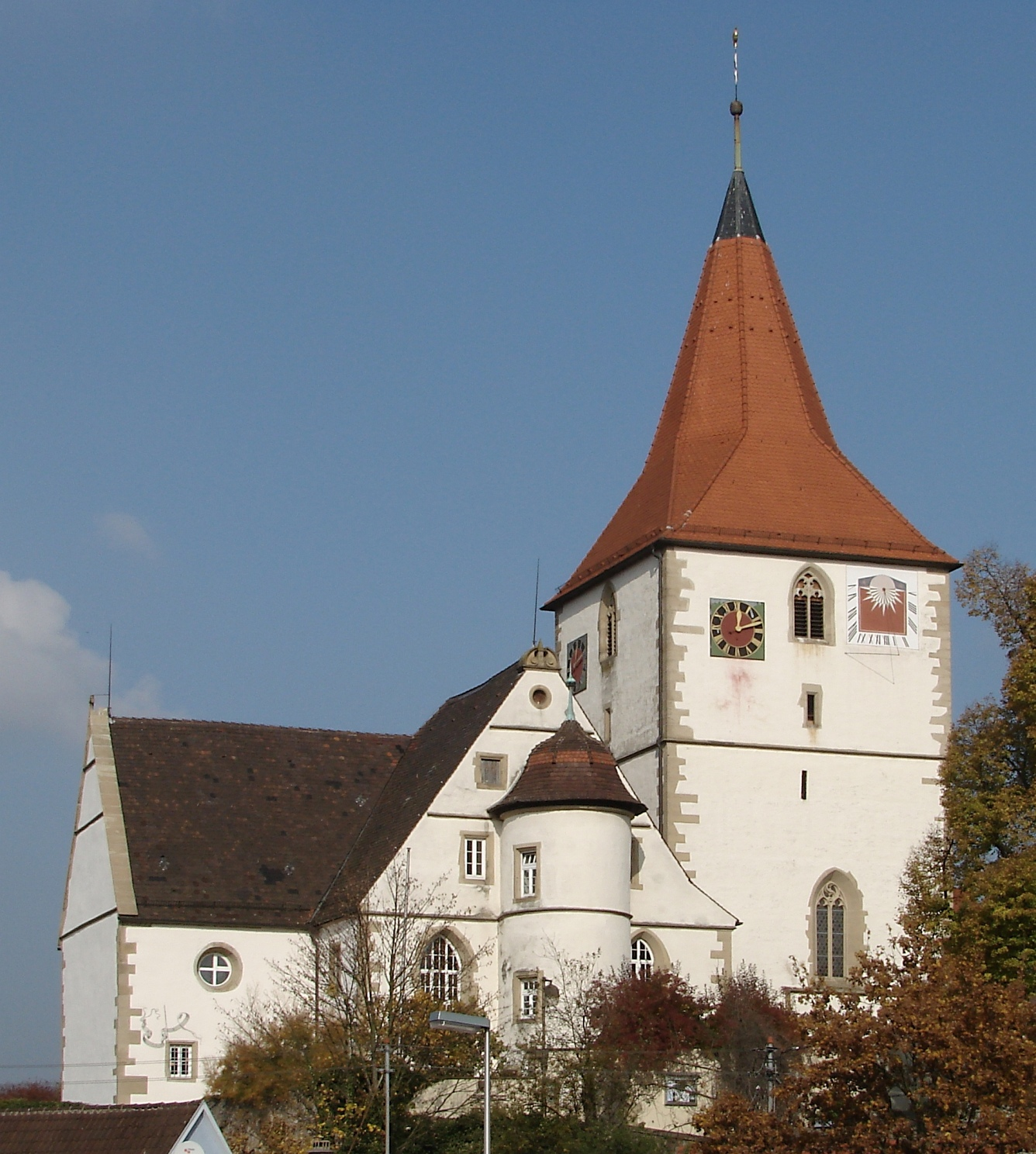
Evang. Amanduskirche Freiberg-Beihingen

Die ehemalige Kirchengemeinde Beihingen (ca. 1.910) umfasste den Stadtteil Beihingen der Stadt Freiberg am Neckar. Die dem Hl. Amandus geweihte Kirche wurde 884 dem Kloster Lorsch geschenkt. 1551 erwarb Württemberg das Patronatsrecht. Die Ortsherren führten 1550 bzw. 1558 die Reformation ein. Die heutige Kirche stammt wohl aus dem 12. Jahrhundert. Die gotische Kirche hat noch einen romanischen Turm. Sie besitzt Grabdenkmäler der Herren Nothaft von Hohenberg aus dem 15. und 16. Jahrhundert.

#### Ehemalige Kirchengemeinde Geisingen

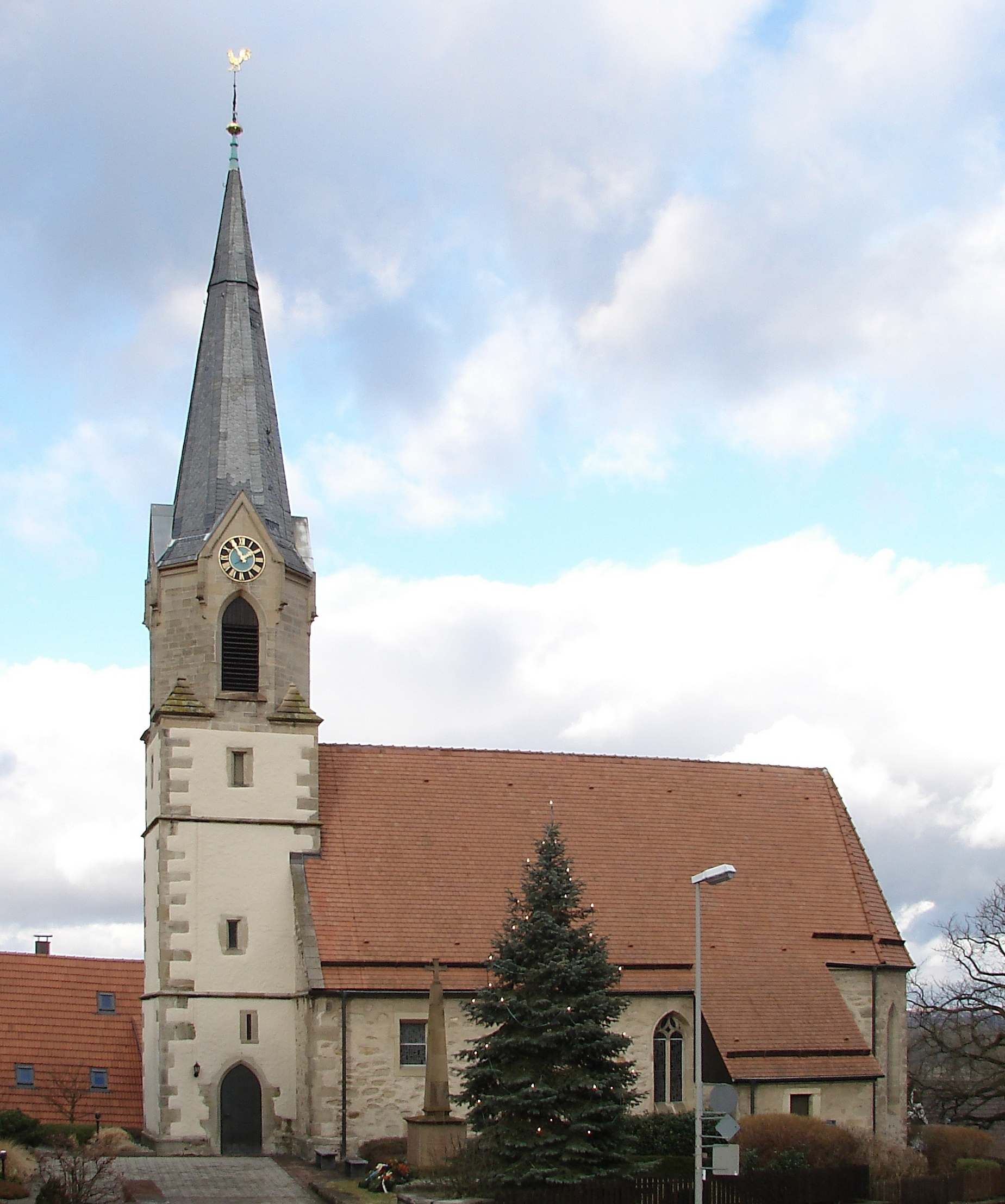
Evang. Nikolauskirche Freiberg-Geisingen

Die ehemalige Kirchengemeinde Geisingen (ca. 2.120) umfasste den Stadtteil Geisingen der Stadt Freiberg am Neckar. Geisingen gehörte kirchlich bis 1505 zu Großingersheim, dann zu Heutingsheim, bildete jedoch eine eigene Filialkirchengemeinde. Bereits 1336 gab es in Geisingen eine Kapelle, die nach Angaben aus dem Jahr 1505 dem Hl. Nikolaus geweiht war. Die heutige Kirche wurde 1474 als spätgotische Westturmanlage mit kreuzrippengewölbtem Chor erbaut. 1550 führten die Markgrafen von Baden die Reformation ein. Die Kirche besitzt Grabdenkmäler der Herren von Stammheim und Schertel von Bartenbach aus dem 16. bis 18. Jahrhundert. Durch Bekanntmachung des Oberkirchenrats vom 12. März 1962 wurde die Filialkirchengemeinde Geisingen von der Muttergemeinde Heutingsheim gelöst und zur selbständigen Kirchengemeinde erhoben.

#### Kirchengemeinde Heutingsheim
Die ehemalige Kirchengemeinde Heutingsheim (ca. 2.190) umfasste den Stadtteil Heutingsheim der Stadt Freiberg am Neckar. Eine Kirche wurde hier erst 1468 erwähnt, als diese von den Herren von Stammheim erworben wurde. Diese führten 1550 die Reformation ein. Bereits 1487 wurde die dortige Pfarrkirche St. Simon und Judas als spätgotische Westturmanlage erbaut. An der Außenwand sind Grabdenkmäler der Herren von Kniestedt zu finden.

### Kirchengemeinde Hoheneck
Die Kirchengemeinde Hoheneck (ca. 1.860) umfasst den Stadtteil Hoheneck, der 1926 in die Stadt Ludwigsburg eingegliedert wurde. Der Ort erhielt erst nach der Reformation eine eigene Pfarrei, doch hatte er bereits eine Kirche aus der Spätgotik, die dem Hl. Wolfgang geweiht war. Sie lag ursprünglich außerhalb des geschlossenen Ortes.

### Kirchengemeinde Kornwestheim
Die Kirchengemeinde Kornwestheim (ca. 9.660 Mitglieder) umfasst die Stadt Kornwestheim.

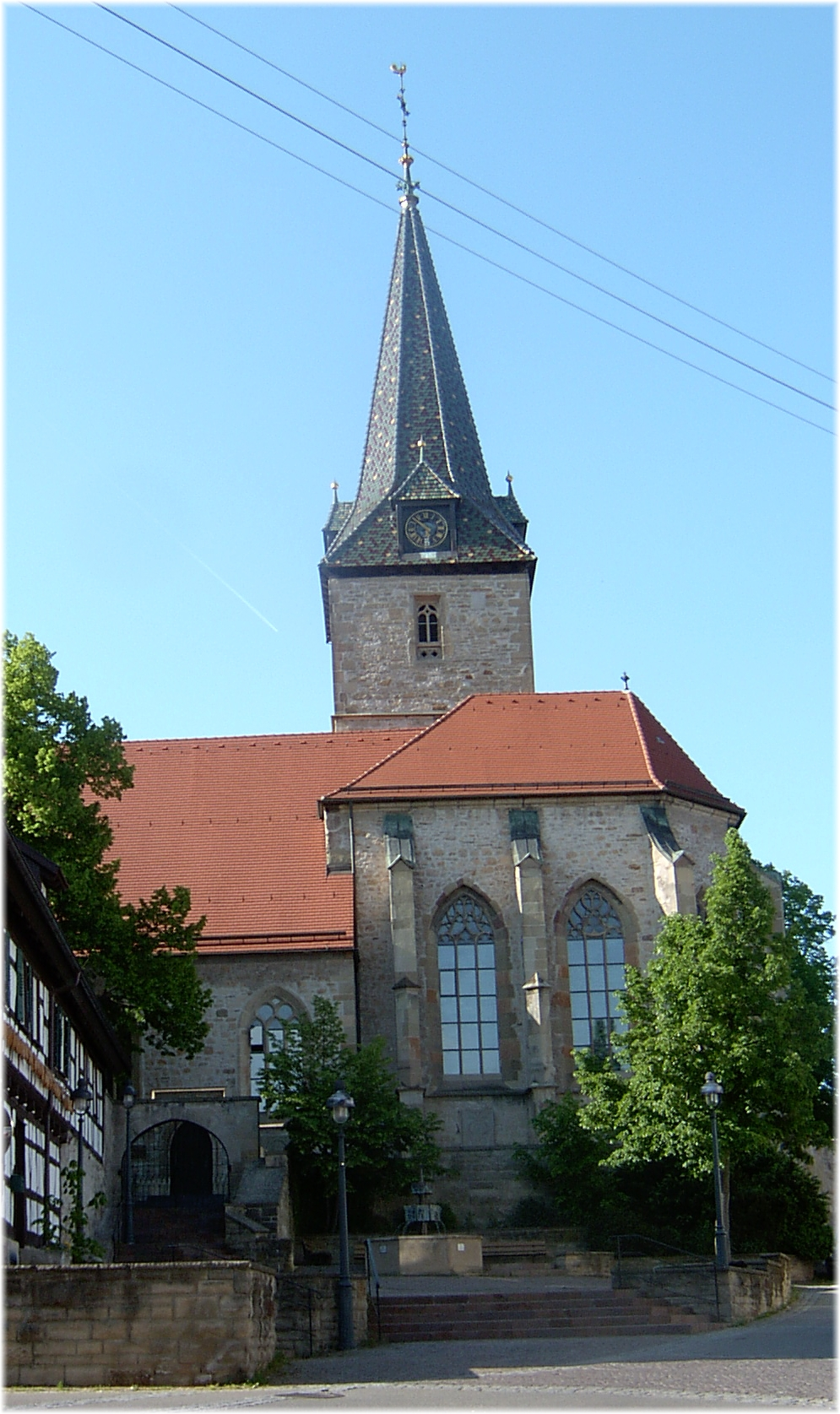
Martinskirche von Süden

Die älteste Kirche der Stadt ist die Martinskirche in der historischen Altstadt. Sie liegt im Zentrum des alten Dorfes Kornwestheims. Die Ursprünge gehen auf das Jahr 630 nach Christus zurück. Das haben Grabungen in den Jahren 1967 und 1968 ergeben. Die Kirche gehörte ab 1276 dem Kloster Bebenhausen. Sie wurde mehrfach umgebaut und vergrößert. Der gotische Chorraum der heutigen Martinskirche wurde um das Jahr 1516 fertiggestellt. Von der Vorgängerkirche gibt es noch romanische Elemente in der Nordmauer. 1967 wurde das Schiff abgerissen und die Südmauer um 2 Meter nach Süden versetzt, was wohl den ursprünglichen Plänen Anfang des 16. Jahrhunderts entspricht.
Durch den Zuzug von Arbeitern in die Industriestadt Kornwestheim wuchs die Gemeinde stark. So wurde der Bau weiterer Kirchen nötig. Zunächst entstand 1921 eine Notkirche als zweite evangelische Kirche. Sie erhielt den Namen Johanneskirche. Die heutige Johanneskirche stammt jedoch aus dem Jahr 1955. Mit Wirkung vom 1. April 1934 gab es eine neue Abgrenzung zwischen den Kirchengemeinden Aldingen, Hoheneck, Kornwestheim, Ludwigsburg und Oßweil. Später entstanden im 20. Jahrhundert weitere Kirchen und Kirchengemeinden, so dass durch Bekanntmachung des Oberkirchenrats vom 17. Dezember 1965 die Gesamtkirchengemeinde Kornwestheim gebildet wurde. Die bis dahin alleinige Kirchengemeinde Kornwestheim wurde in die drei Teilkirchengemeinden Martinskirchengemeinde Kornwestheim, Johanneskirchengemeinde Kornwestheim und Pauluskirchengemeinde Kornwestheim aufgeteilt. Diese Teilkirchengemeinden wurden in der Gesamtkirchengemeinde Kornwestheim zusammengeschlossen. Das Kultusministerium hatte die Gesamtkirchengemeinde Kornwestheim und deren Teilkirchengemeinden mit Schreiben vom 29. März 1965 als Körperschaften des öffentlichen Rechts anerkannt.
Das Paulusgemeindehaus wurde 1968 als drittes evangelisches Gebäude im Süden der Stadt erbaut. Durch Bekanntmachung des Oberkirchenrats vom 17. September 1973 gab es eine Gebietskorrektur zwischen der Martins- und der Pauluskirchengemeinde sowie zwischen der Martins- und der Johanneskirchengemeinde.
1975 entstand dann im Osten Kornwestheims, östlich der Bundesstraße 27, das zusammen mit der römisch-katholischen Kirche ökumenisch genutzte Thomasgemeindenaus. Mit Wirkung vom 4. Dezember 1977 wurde noch die Thomaskirchengemeinde Kornwestheim aus Gebieten der Pauluskirchengemeinde Kornwestheim und der Martinskirchengemeinde Kornwestheim als vierte Teilkirchengemeinde innerhalb der Gesamtkirchengemeinde Kornwestheim errichtet. Das Kultusministerium hatte die neue Kirchengemeinde durch Erlass vom 7. Juni 1977 als Körperschaft des öffentlichen Rechts anerkannt.
Anfang der 1990er Jahre entstand auf dem ehemaligen Gelände der amerikanischen Streitkräfte die Wohnsiedlung Pattonville. Da dieses Gebiet zu drei Kommunen Aldingen (heute Stadt Remseck am Neckar), Kornwestheim und Ludwigsburg gehörte, war es nötig, die evangelischen und katholischen Bewohner einer oder mehreren Kirchengemeinden zuzuordnen. Die Entscheidung fiel zugunsten der Kirchengemeinden Kornwestheims. 1995 wurde die ehemalige amerikanische Militärkirche von der Kirchengemeinde Kornwestheim zusammen mit der katholischen Kirchengemeinde St. Martin gekauft und seither als ökumenische Kirche betrieben. Die Heiliggeistkirche ist ein Ort lebendiger Ökumene. Heute ist dieser Teil, der zuerst der Martinsgemeinde zugeordnet war, zusammen mit einem kleineren Teil der ehemaligen Martinsgemeinde (westlich der Ludwigsburgerstraße) ein eigener Seelsorgebezirk mit dem Namen Heiliggeistkirche. Ein Pfarrhaus wurde neben der Heiliggeistkirche gebaut.
Auf Beschluss des Gesamtkirchengemeinderats wurden die vier Teilgemeinden mit Wirkung vom 11. November 2013 zu einer Gemeinde fusioniert. Sie trägt den Namen Evangelische Kirchengemeinde Kornwestheim. Seither gehören alle evangelischen Gemeindeglieder der Stadt Kornwestheim und alle evangelischen Bewohner Pattonvilles wieder zu einer Gemeinde. Weiterhin gibt es drei Kirchen (Johannes-, Martins- und ökumenische Heiliggeistkirche Pattonville) sowie zwei Gemeindehäuser, nämlich das ökumenische Thomasgemeindehaus und das Paulusgemeindehaus. Letzteres wird laut einem Beschluss des Kirchengemeinderats vom 17. September 2013 im Rahmen einer Häuserkonzeption verkauft. Die große Johanneskirche soll so umgebaut werden, dass darin auch Gemeinderäume Platz haben (Haus-in-Haus-Lösung).

### Gesamtkirchengemeinde Ludwigsburg
Die Evangelische Gesamtkirchengemeinde Ludwigsburg wurde durch Bekanntmachung des Oberkirchenrats vom 31. Mai 1902 aus den beiden Kirchengemeinden Ludwigsburg und Eglosheim gebildet. Durch Bekanntmachung des Konsistoriums vom 4. Januar 1907 wurden die beiden Weiler Salon und Karlshöhe von der Kirchengemeinde Kornwestheim in die Kirchengemeinde Ludwigsburg umgegliedert. Im Jahr 1916 wurde die Kirchengemeinde Pflugfelden als weitere Teilkirchengemeinde der Gesamtkirchengemeinde Ludwigsburg zugeordnet. Mit Wirkung vom 1. April 1934 gab es eine neue Abgrenzung zwischen den Kirchengemeinden Aldingen, Hoheneck, Kornwestheim, Ludwigsburg und Oßweil.
Durch stetiges Wachstum Ludwigsburgs, insbesondere in der Innenstadt wurden seit den 1930er Jahren neue Kirchen gebaut und neue Kirchengemeinden errichtet. So wurden in den Jahren 1947 (Bildung der Stadt-, Friedens-, Erlöser- und Auferstehungskirchengemeinde durch Aufteilung der bisherigen Kirchengemeinde Ludwigsburg), 1958 (Bildung der Martins- und Paul-Gerhardt-Kirchengemeinde), 1964 (Bildung der Kreuzkirchengemeinde), 1990 (Ausgliederung der Kirchengemeinde Eglosheim mit Wirkung vom 1. Januar) und 2007 (Zusammenlegung der Erlöserkirchengemeinde und der Paul-Gerhardt-Kirchengemeinde zur Kirchengemeinde Ludwigsburg-West) Neustrukturierungen notwendig, aus denen die heutigen Gemeindezuschnitte und die Gesamtkirchengemeinde in ihrer derzeitigen Form entstand. Zur Gesamtkirchengemeinde Ludwigsburg gehören somit seit 2007 die nachfolgenden sieben Kirchengemeinden.

#### Stadtkirchengemeinde Ludwigsburg
Die Stadtkirchengemeinde Ludwigsburg (ca. 2.340) umfasst die innere Kernstadt Ludwigsburgs. Die Stadtkirche wurde von 1718 bis 1726 erbaut. Sie ist die älteste Kirche der Kernstadt. Durch Bekanntmachung des Oberkirchenrats vom 31. Mai 1902 wurde die damalige Kirchengemeinde Ludwigsburg mit der Kirchengemeinde Eglosheim zur Gesamtkirchengemeinde Ludwigsburg vereinigt. In den folgenden Jahrzehnten wuchs die Bevölkerung stetig an, so dass weitere Kirchen erbaut und weitere Teilkirchengemeinden gebildet wurden, indem die Kirchengemeinde Ludwigsburg entsprechend aufgeteilt wurde. Die heutige Stadtkirchengemeinde wurde somit durch Bekanntmachung des Oberkirchenrats vom 6. August 1947 gebildet, als die damalige Kirchengemeinde Ludwigsburg in vier Teilkirchengemeinden aufgeteilt wurde. Das Kultusministerium hatte die vier Teilkirchengemeinden mit Schreiben vom 29. November 1947 als Körperschaften des öffentlichen Rechts anerkannt.

#### Auferstehungskirchengemeinde Ludwigsburg
Die Auferstehungskirchengemeinde Ludwigsburg (ca. 1.880) umfasst den Osten der Kernstadt Ludwigsburgs. Die Auferstehungskirche wurde 1934 als provisorische Holzkirche erbaut und war zunächst eine weitere Predigtstelle der (Stadt-)kirchengemeinde Ludwigsburg. Durch Bekanntmachung des Oberkirchenrats vom 6. August 1947 wurde dann die selbständige Auferstehungskirchengemeinde Ludwigsburg gebildet, als die damalige Kirchengemeinde Ludwigsburg in vier Teilkirchengemeinden aufgeteilt wurde. Das Kultusministerium hatte die vier Teilkirchengemeinden mit Schreiben vom 29. November 1947 als Körperschaften des öffentlichen Rechts anerkannt.
Durch den Zustrom von Flüchtlingen musste die Auferstehungskirche 1952 erweitert werden und erhielt so ihre heutige Form. Mit Wirkung vom 1. Januar 2006 wurden Teile des Bezirks der Kirchengemeinden Ludwigsburg Auferstehungskirche abgetrennt und der benachbarten Friedenskirchengemeinden Ludwigsburg bzw. Kreuzkirchengemeinde Ludwigsburg zugeordnet. Mit Verfügung vom 12. März 2007 wurde festgestellt, dass die Evangelischen, die in der Porzellanallee und östlich der Alt-Württemberg-Allee in Ludwigsburg wohnen, zur Auferstehungskirchengemeinde Ludwigsburg gehören.

#### Friedenskirchengemeinde Ludwigsburg

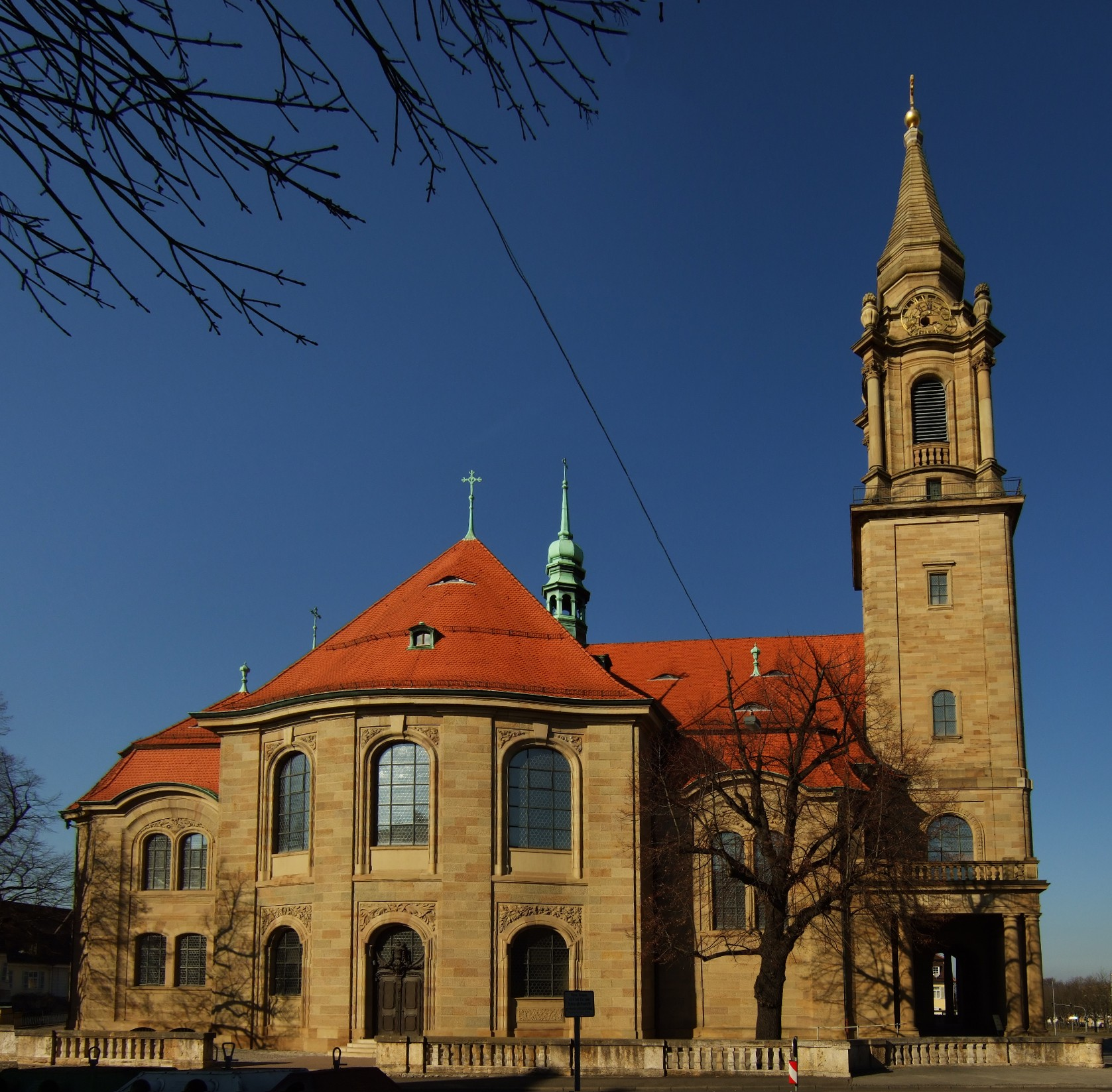
Evang. Friedenskirche Ludwigsburg

Die Friedenskirchengemeinde Ludwigsburg (ca. 3.540) umfasst den Süden der Kernstadt Ludwigsburg. Die Friedenskirche wurde 1903 als Garnisonskirche vom Staat Württemberg erbaut. Sie ist damit nach der Stadtkirche die zweitälteste protestantische Kirche der Kernstadt Ludwigsburgs. Als 1920 die Garnisonsgemeinde aufgelöst wurde, diente die Kirche neben den Angehörigen des Militär auch der Stadt Ludwigsburg als kirchlicher Veranstaltungsort. Nach dem Zweiten Weltkrieg war die Bevölkerung Ludwigsburgs stark angewachsen und die (Stadt-)Kirchengemeinde sehr groß geworden. Daher wurde für den Süden des Gemeindebezirks durch Bekanntmachung des Oberkirchenrats vom 6. August 1947 die selbständige Friedenskirchengemeinde Ludwigsburg gebildet, als die damalige Kirchengemeinde Ludwigsburg in vier Teilkirchengemeinden aufgeteilt wurde. Das Kultusministerium hatte die vier Teilkirchengemeinden mit Schreiben vom 29. November 1947 als Körperschaften des öffentlichen Rechts anerkannt. Als Pfarrkirche erhielt die neue Gemeinde die ehemalige Garnisonskirche, die gleichzeitig den Namen „Friedenskirche“ erhielt. Diese wurde bis 1978 auch von der katholischen Kirche sowie von 1975 bis 1978 von der griechisch-orthodoxen Gemeinde genutzt. 1966 kaufte die Gesamtkirchengemeinde Ludwigsburg die Kirche vom Staat ab. Zwischen 1987 und 1993 wurde die Kirche grundlegend renoviert. Danach diente sie teilweise auch als Landeskirchliches Museum der Evangelischen Landeskirche in Württemberg. Sie ist bis heute eine beliebte Kirche für Konzerte bekannter Interpreten. Überregional bekannt ist die Friedenskirche auch durch ihre seit 1996 regelmäßig stattfindenden „Nachteulengottesdienste“.
Mit Wirkung vom 1. Januar 2006 wurde der Bezirk der Friedenskirchengemeinde Ludwigsburg vergrößert, indem Teile des Bezirks der Auferstehungskirchengemeinde Ludwigsburg zugeordnet wurden.

#### Kreuzkirchengemeinde Ludwigsburg
Die Kreuzkirchengemeinde Ludwigsburg (ca. 1.990) umfasst den Nordosten der Kernstadt Ludwigsburgs. Sie wurde durch Bekanntmachung des Oberkirchenrats vom 15. März 1965 als weitere Teilkirchengemeinde innerhalb der Gesamtkirchengemeinde Ludwigsburg errichtet. Das Kultusministerium hatte die Kreuzkirchengemeinde Ludwigsburg mit Schreiben vom 12. Januar 1965 als Körperschaft des öffentlichen Rechts anerkannt. Die zugehörige Kreuzkirche wurde 1964 erbaut. Mit Wirkung vom 1. Januar 2006 wurde der Bezirk der Kreuzkirchengemeinde Ludwigsburg vergrößert, indem Teile des Bezirks der Auferstehungskirchengemeinde Ludwigsburg zugeordnet wurden.

#### Martinskirchengemeinde Ludwigsburg
Die Martinskirchengemeinde Ludwigsburg (ca. 780) umfasst den Stadtteil Grünbühl, der nach dem Zweiten Weltkrieg als neue Wohnsiedlung entstand. 1954 erhielt der Stadtteil eine eigene evangelische Kirche, die Martinskirche und durch Bekanntmachung des Oberkirchenrats vom 11. Oktober 1958 wurde die selbständige Martinskirchengemeinde Ludwigsburg als weitere Teilkirchengemeinde der Gesamtkirchengemeinde Ludwigsburg gebildet, nachdem das Kultusministerium die neue Kirchengemeinde mit Schreiben vom 23. Juli 1958 als Körperschaft des öffentlichen Rechts anerkannt hatte.

#### Kirchengemeinde Pflugfelden
Die Kirchengemeinde (ca. 1.650) umfasst den Stadtteil Pflugfelden, der 1903 in die Stadt Ludwigsburg eingegliedert wurde. Ursprünglich gehörte Pflugfelden zum Amt Gröningen (Markgröningen) und erst ab 1770 zum Oberamt Ludwigsburg. Eine Kirche ist in Pflugfelden bereits 1275 erstmals erwähnt. Die dem Hl. Ulrich geweihte Kirche war eine Filiale von Kornwestheim. Ab 1306 gab es eine eigene Pfarrei. Die gotische Kirche wurde 1903 abgebrochen und durch einen Neubau im neoromanischen Stil ersetzt.

#### Kirchengemeinde Ludwigsburg West
Die Kirchengemeinde Ludwigsburg West (ca. 3.260) entstand am 1. Januar 2007 durch Vereinigung der bis dahin selbständigen Erlöserkirchengemeinde Ludwigsburg und Paul-Gerhardt-Kirchengemeinde Ludwigsburg. Sie umfasst den Westen und Südwesten der Kernstadt Ludwigsburgs.
Für die rasch wachsende Bevölkerung Ludwigsburgs wurde 1936 die Erlöserkirche und 1958 die Paul-Gerhardt-Kirche erbaut. An der Erlöserkirche wurde durch Bekanntmachung des Oberkirchenrats vom 6. August 1947 die selbständige Erlöserkirchengemeinde Ludwigsburg gebildet.
Die selbständige Paul-Gerhardt-Kirchengemeinde wurde durch Bekanntmachung des Oberkirchenrats vom 11. Oktober 1958 gebildet.

### Kirchengemeinde Möglingen

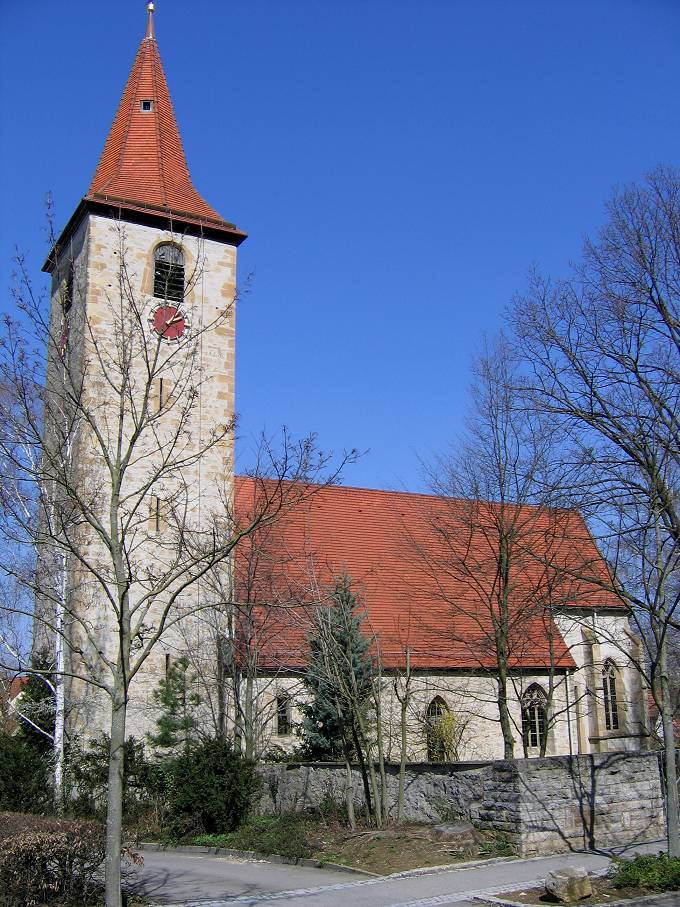
Evang. Kirche Möglingen

Die Kirchengemeinde Möglingen (ca. 3.880) umfasst die Gemeinde Möglingen. Die dem Hl. Pankratius geweihte Kirche ging im 15. Jahrhundert an Württemberg über. Früher war es eine Wehrkirche. Der Turm und Teile des Schiffs stammen aus dem 13. Jahrhundert, der Chor ist spätgotisch.

### Kirchengemeinde Neckarweihingen

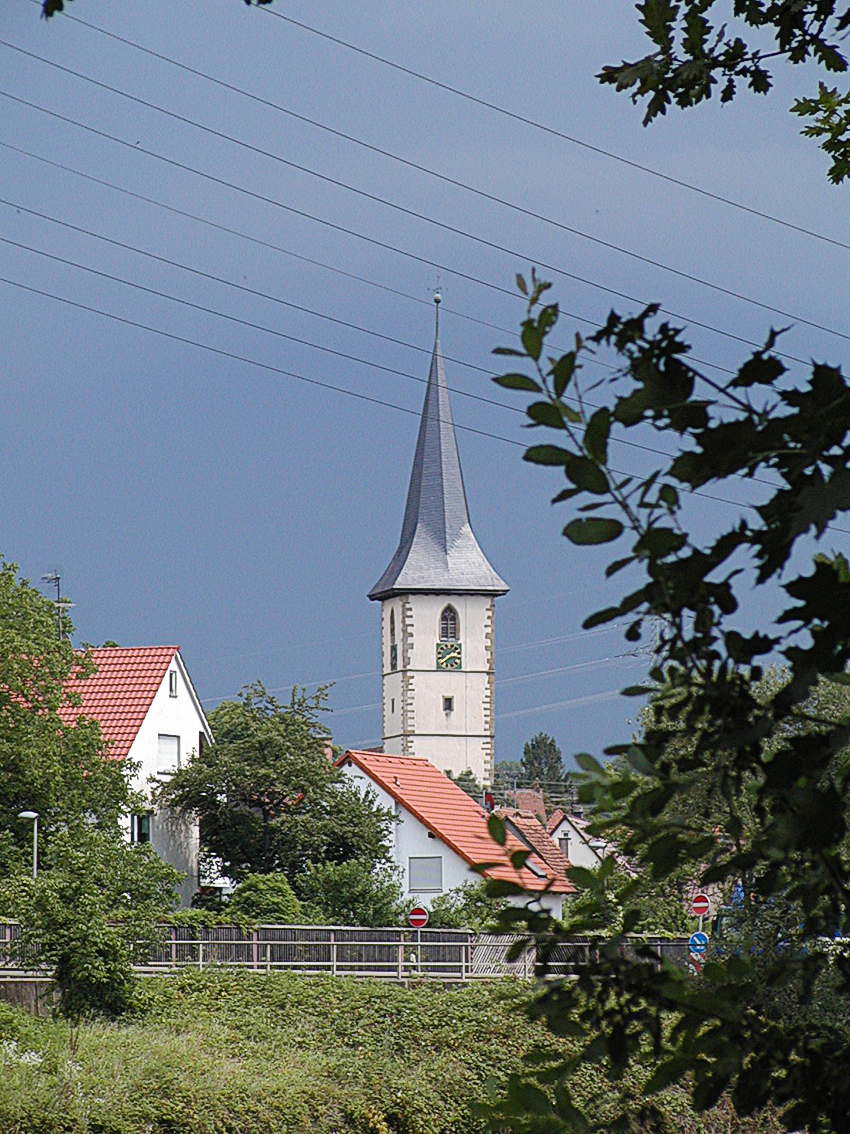
Evang. Kirche Ludwigsburg-Neckarweihingen

Die Kirchengemeinde Neckarweihingen (ca. 2.480) umfasst den Stadtteil Neckarweihingen der Stadt Ludwigsburg. Die ursprünglich dem Hl. Laurentius geweihte Kirche wurde 1366 von Württemberg dem Stift Backnang übergeben. Die heutige Kirche ist eine spätgotische Wehrturmanlage.

### Kirchengemeinde Oßweil
Die Kirchengemeinde Oßweil (ca. 4.170) umfasst den Stadtteil Oßweil, der 1922 in die Stadt Ludwigsburg eingegliedert wurde und inzwischen mit der Kernstadt zusammengewachsen ist. Die heutige Januariuskirche wurde Ende des 15. Jahrhunderts erbaut, doch gab es wohl schon früher eine Kirche. Die Grabdenkmale zeigen Angehörige der Familien von Kaltental und von Baldeck. aus dem 15. und 16. Jahrhundert.

### Kirchengemeinde Poppenweiler
Die Kirchengemeinde Poppenweiler (ca. 2.020) umfasst den Stadtteil Poppenweiler der Stadt Ludwigsburg. Die dem Hl. Georg geweihte Kirche war ursprünglich eine befestigte Wehranlage aus dem Jahr 1428 und spätgotischem Schiff. Nach 1600 wurde die Kirche umgebaut.

### Kirchengemeinde Remseck

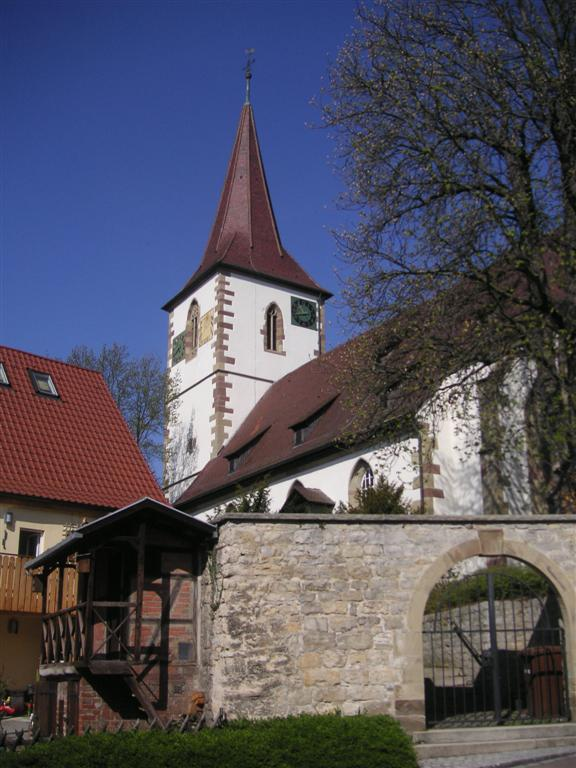
Margaretenkirche Aldingen

Die Kirchengemeinde Remseck entstand am 1. Dezember 2019 aus der Fusion der bis dahin selbständigen Kirchengemeinden Aldingen, Neckarrems und Neckargröningen sowie der Christusgemeinde Hochberg-Hochdorf. Sie umfasst damit alle Stadtteile von Remseck am Neckar mit Ausnahme von Pattonville, das zur Kirchengemeinde Kornwestheim gehört.
Die Kirchengemeinde Remseck besitzt mehrere Pfarrbezirke, die im Wesentlichen den ehemaligen Gemeinden entsprechen. Lediglich für die Christusgemeinde wurde sowohl in Hochberg als auch in Hochdorf ein Pfarrbezirk eingerichtet.

#### Ehemalige Christusgemeinde Hochberg-Hochdorf
Die ehemalige Christuskirchengemeinde (ca. 2.210) entstand am 1. Dezember 2013 aus der Fusion der bis dahin selbständigen Kirchengemeinden Hochdorf und Hochberg der Stadt Remseck am Neckar. Die Dorfkirche Hochbergs wurde bereits 1275 erstmals erwähnt. Die Reformation wurde durch die Herren Nothaft von Hohenberg eingeführt. Die Kirche wurde 1854 durch einen Neubau, die Schlosskirche, ersetzt. Dabei wurden die Grabdenkmäler der Nothaft von Hohenberg übernommen. Eine Kirche ist in Hochdorf ebenso 1275 erwähnt. Die dem Hl. Wendelin geweihte Kirche gehörte dem Kloster Lorch. Die Kirche war wohl in eine ehemalige Burgbefestigungsanlage einbezogen.

#### Ehemalige Kirchengemeinde Aldingen/Neckar
Die ehemalige Kirchengemeinde Aldingen/Neckar (ca. 2810) umfasste den Stadtteil Aldingen der Stadt Remseck am Neckar. Die Margaretenkirche kam um 1100 in den Besitz des Klosters Hirsau. Die Reformation konnte sich erst 1568 durchsetzen, da sich die Ortsherren zunächst widersetzten. Die heutige Kirche stammt aus dem Jahr 1500 auf Basis deutlich älterer Vorgängerbauten. Der Turm wurde möglicherweise 1398 erbaut. Die Kirche besitzt zahlreiche Grabdenkmäler der Herren von Kaltental aus dem 16. Jahrhundert.

#### Ehemalige Kirchengemeinde Neckargröningen
Die ehemalige Kirchengemeinde Neckargröningen (ca. 910) umfasste den Stadtteil Neckargröningen der Stadt Remseck am Neckar. Die dem Hl. Martin geweihte Kirche wurde 1275 erstmals erwähnt. Die gotische Kirche war den Herren von Lichtenstein, später von Dürrn inkorporiert, bevor sie 1438 an das Stift Stuttgart gelangte. Ihre heutige Form erhielt sie 1515. In der Gemeinde wirkte zwischen 1732 und 1736 der württembergische Pfarrer und Liederdichter Philipp Friedrich Hiller (1699–1769), von dem heute noch viele Lieder in den Gesangbüchern zu finden sind.

#### Ehemalige Kirchengemeinde Neckarrems
Die ehemalige Kirchengemeinde Neckarrems (ca. 1.590) umfasste den Stadtteil Neckarrems der Stadt Remseck am Neckar. Die Kirche war ursprünglich dem Hl. Michael geweiht und trägt mittlerweile den Namen Michael-Sebastianskirche. Sie gelangte 1454 durch Graf Ulrich von Württemberg an das Stift Stuttgart. Dem gotischen Bau aus dem 15. Jahrhundert wurde 1787 durch Johann Adam Groß ein neuer Dachturm usw. angefügt.

### Kirchengemeinde Tamm
Die Kirchengemeinde Tamm (ca. 4.570) umfasst die Gemeinde Tamm und die Gebiete Lehenfeld und Silberhälden der Stadt Asperg.
Der Ort Tamm besaß ursprünglich lediglich eine Kapelle und war kirchlich eine Filiale von Markgröningen. 1456 bekam der Ort eine eigene Pfarrei. Die heutige Pfarrkirche ist eine spätgotische Chorturmanlage aus dem 15. Jahrhundert. Das Schiff wurde nach einem Brand von 1634 neu gebaut und 1910 erweitert.

## Archivquellen
- Bestand: Visitationsberichte.   Landeskirchliches Archiv Stuttgart. 1581–1822.   Signatur: A 1.
- Bestand: Kirchenvisitationsakten.   Hauptstaatsarchiv Stuttgart. ca. 1601–1840.   Signatur: A 281.
- Bestand: Ortsakten [mit Digitalisaten der Pfarrbeschreibungen und Pfarrberichte (darin u. a.: Chronik, Filialverhältnisse)].   Landeskirchliches Archiv Stuttgart. ca. 1550–1923.   Signatur: A 29.
- Bestand: Ortsakten [mit Digitalisaten der Pfarrberichte (darin u. a.: Filialverhältnisse)].   Landeskirchliches Archiv Stuttgart. ca. 1924–1966.   Signatur: A 129.
- Bestand: Ortsakten [mit Visitationsberichten].   Landeskirchliches Archiv Stuttgart. ca. 1967–1989.   Signatur: A 229.
- Archivgut: Dekanatsarchive.   Landeskirchliches Archiv Stuttgart.   Signatur: F-Bestände.
- Archivgut: Pfarrarchive.   Landeskirchliches Archiv Stuttgart.   Signatur: G-Bestände.